# ТЭФИ (премия, 2014)
«ТЭ́ФИ» — российская общенациональная индустриальная телевизионная премия за высшие достижения в области телевизионных искусств. Учреждена фондом «Академия российского телевидения» 21 октября 1994 года. Премия должна была стать российским аналогом американской телевизионной премии «Эмми». С 2014 года организатором проведения конкурса выступает некоммерческое партнёрство «Комитет индустриальных телевизионных премий» (генеральный директор — Павел Корчагин).
Конкурс «ТЭФИ—2014» стал первым после перерыва, вызванного необходимостью выработки новых регламента и правил его проведения. Для участия в нём принимались работы, произведённые и впервые вышедшие в эфир на территории России в период с 1 мая 2013 года по 1 мая 2014 года. Всего на рассмотрение жюри поступило около 500 работ.

## Церемония
Восемнадцатая церемония награждения была проведена в два этапа. Награждение победителей в номинациях категории «Дневной эфир» состоялось 26 июня 2014 года. Ведущими этого этапа церемонии выступили Лилия Гильдеева и Эрнест Мацкявичюс, Анна Кастерова и Вадим Такменёв, Юлия Зимина и Роман Будников. Второй этап награждения — в номинациях категории «Вечерний прайм» — был проведён 27 июня 2014 года. В качестве ведущих церемонии были приглашены Ольга Шелест и Дмитрий Губерниев, Александр Петров и Игорь Полетаев, Лариса Вербицкая и Дмитрий Нагиев. Местом проведения обоих этапов церемонии стала первая студия телевизионного технического центра «Останкино». Участники обеих церемоний почтили память журналистов холдинга ВГТРК Игоря Корнелюка и Антона Волошина, погибших 17 июня 2014 года. Телевизионная версия церемонии награждения в номинациях категории «Вечерний прайм» была подготовлена и показана в эфире телеканалом «Россия-1».

## Победители по каналам вещания
| Телеканал    | Дневной эфир | Дневной эфир | Вечерний прайм | Вечерний прайм | Всего  | Всего     |
| Телеканал    | Победы       | Номинации    | Победы         | Номинации      | Победы | Номинации |
| ------------ | ------------ | ------------ | -------------- | -------------- | ------ | --------- |
| Первый канал | 4            | 10           | 8              | 18             | 12     | 28        |
| НТВ          | 3            | 5            | 2              | 3              | 5      | 8         |
| Россия-1     | 1            | 6            | 1              | 9              | 2      | 15        |
| СТС          | 1            | 2            | 0              | 2              | 1      | 4         |
| Россия-К     | 1            | 2            | 0              | 1              | 1      | 3         |
| ТВ Центр     | 0            | 2            | 1              | 1              | 1      | 3         |
| Пятый канал  | 1            | 3            | 0              | 0              | 1      | 3         |
| Пятница!     | 1            | 1            | 0              | 0              | 1      | 1         |
| ТНТ          | 0            | 1            | 0              | 1              | 0      | 2         |
| Карусель     | 0            | 1            | 0              | 0              | 0      | 1         |
| РЕН ТВ       | 0            | 1            | 0              | 0              | 0      | 1         |
| Россия-2     | 0            | 1            | 0              | 0              | 0      | 1         |
| Россия-24    | 0            | 0            | 0              | 1              | 0      | 1         |
| Спорт-Плюс   | 0            | 1            | 0              | 0              | 0      | 1         |

## Победители и финалисты

### Категория «Дневной эфир»
Победители указаны первыми и выделены отдельным цветом 
| Номинации                                    | Победители и финалисты                                | Производитель                                     | Канал вещания |
| -------------------------------------------- | ----------------------------------------------------- | ------------------------------------------------- | ------------- |
| Утренняя программа                           | «Едим дома!» с Юлией Высоцкой                         | «Продюсерский центр Андрея Кончаловского»         | НТВ           |
| Утренняя программа                           | «Доброе утро»                                         | «Первый канал»                                    | Первый канал  |
| Утренняя программа                           | «Утро России»                                         | «Телеканал „Россия“»                              | Россия-1      |
| Ведущий утренней программы                   | Юлия Высоцкая — «Едим дома!»                          | «Продюсерский центр Андрея Кончаловского»         | НТВ           |
| Ведущий утренней программы                   | Арина Шарапова — «Доброе утро»                        | «Первый канал»                                    | Первый канал  |
| Ведущий утренней программы                   | Анастасия Чернобровина, Андрей Петров — «Утро России» | «Телеканал „Россия“»                              | Россия-1      |
| Ток-шоу                                      | «Открытая студия»                                     | «Телерадиокомпания „Петербург“»                   | Пятый канал   |
| Ток-шоу                                      | «Большая семья»                                       | «МАГ ТВ» по заказу ГТРК «Культура»                | Россия-К      |
| Ток-шоу                                      | «„Наедине со всеми“ с Юлией Меньшовой»                | «Красный квадрат»                                 | Первый канал  |
| Развлекательная программа «Образ жизни»      | «Орёл и решка. На краю света»                         | «TeenSpirit»                                      | Пятница!      |
| Развлекательная программа «Образ жизни»      | «День ангела»                                         | «Пять песен»                                      | Пятый канал   |
| Развлекательная программа «Образ жизни»      | «Модный приговор»                                     | «Красный квадрат»                                 | Первый канал  |
| Телеигра                                     | «Что? Где? Когда?»                                    | «Телекомпания „Игра-ТВ“»                          | Первый канал  |
| Телеигра                                     | «Своя игра»                                           | «Студия 2В»                                       | НТВ           |
| Телеигра                                     | «Сто к одному»                                        | «Студия 2В»                                       | Россия-1      |
| Публицистическая программа «Человек и право» | «Следствие вели…», выпуск «Дело живодёров»            | «Киностудия „Версия“»                             | НТВ           |
| Публицистическая программа «Человек и право» | «Честный детектив»                                    | «Телеканал „Россия“»                              | Россия-1      |
| Публицистическая программа «Человек и право» | «Защита Метлиной»                                     | «ИМГ — Медиа»                                     | Пятый канал   |
| Просветительская программа                   | «Полиглот. Немецкий с нуля за 16 часов!»              | «М-Продакшн Групп» по заказу ГТРК «Культура»      | Россия-К      |
| Просветительская программа                   | Исторический документальный фильм «Династия»          | «Православная энциклопедия»                       | ТВ Центр      |
| Просветительская программа                   | «Энциклопедия Зимней Олимпиады»                       | «Первый канал»                                    | Первый канал  |
| Спортивная программа                         | «Первый Олимпийский»                                  | «Первый канал»                                    | Первый канал  |
| Спортивная программа                         | «Сборная 2014 с Дмитрием Губерниевым. Лыжи. Гонки»    | «СмартПикчерз», по заказу ВГТРК                   | Россия-2      |
| Спортивная программа                         | «Евролига с Гомельским»                               | НТВ-Плюс                                          | Спорт плюс    |
| Теленовелла                                  | «Пока станица спит»                                   | «Мостелефильм Дистрибьюшн»                        | Россия-1      |
| Теленовелла                                  | «Возвращение Мухтара — 2»                             | «Студия 2В»                                       | НТВ           |
| Теленовелла                                  | «1001»                                                | «Красный Квадрат Кино», «Кинокомпания СРП»        | Первый канал  |
| Ситком                                       | «Кухня»                                               | Yellow, Black and White / KeyStone Production     | СТС           |
| Ситком                                       | «Физрук»                                              | «А Плюс продакшн»                                 | ТНТ           |
| Ситком                                       | «Воронины»                                            | «ЛЕАН-М»                                          | СТС           |
| Программа для детей и юношества              | «Умницы и умники»                                     | «Студия Юрия Вяземского „Образ-ТВ“»               | Первый канал  |
| Программа для детей и юношества              | «Классная школа»                                      | «Амедиа»                                          | Карусель      |
| Программа для детей и юношества              | «АБВГДейка»                                           | «Абвгдейка»                                       | ТВ Центр      |
| Эфирный промоушн                             | Олимпийское промо на «Первом канале»                  | «Первый канал»                                    | Первый канал  |
| Эфирный промоушн                             | «9 мая. Севастополь»                                  | «Телекомпания РЕН ТВ»                             | РЕН ТВ        |
| Эфирный промоушн                             | Проморолик «Экранизация»                              | Дирекция маркетинга ТК «Россия 1», «СмартПикчерз» | Россия-1      |

### Категория «Вечерний прайм»
Победители указаны первыми и выделены отдельным цветом 
| Номинации                                                                            | Победители и финалисты | Производитель                                 | Канал вещания |
| ------------------------------------------------------------------------------------ | --- | --------------------------------------------- | ------------- |
| Информационная программа                                                             | «Центральное телевидение» | «ППК»                                         | НТВ           |
| Информационная программа                                                             | «Воскресное время» | «Первый канал»                                | Первый канал  |
| Информационная программа                                                             | «Вести» | ВГТРК                                         | Россия-1      |
| Ведущий информационной программы                                                     | Вадим Такменёв — «Центральное телевидение»                                                                                         | «ППК»                                         | НТВ           |
| Ведущий информационной программы                                                     | Дмитрий Борисов — «Вечерние новости»                                                                                               | «Первый канал»                                | Первый канал  |
| Ведущий информационной программы                                                     | Дмитрий Киселёв — «Вести недели»                                                                                                   | ВГТРК                                         | Россия-1      |
| Репортёр/оператор репортажа                                                          | Алексей Зотов — «Невозможное возможно»                                                                                             | «Первый канал»                                | Первый канал  |
| Репортёр/оператор репортажа                                                          | Вадим Фефилов, Александр Бодячевский, Сергей Корешков — «Сирийская смута. Профессия — репортёр»                                    | «Телекомпания НТВ»                            | НТВ           |
| Репортёр/оператор репортажа                                                          | Александр Рогаткин — «Противостояние»                                                                                              | ВГТРК                                         | Россия-1      |
| Вечернее ток-шоу                                                                     | «Временно доступен» | Телекомпания «МАГ ТВ»                         | ТВ Центр      |
| Вечернее ток-шоу                                                                     | «Пусть говорят» | «Первый канал»                                | Первый канал  |
| Вечернее ток-шоу                                                                     | «Воскресный вечер с Владимиром Соловьёвым»                                                                                         | «МБ групп продакшн»                           | Россия-1      |
| Развлекательная программа                                                            | «Голос» | «Красный квадрат»                             | Первый канал  |
| Развлекательная программа                                                            | «Вечерний Ургант» | «Первый канал»                                | Первый канал  |
| Развлекательная программа                                                            | «Уральские пельмени» | «Идея Фикс Медиа»                             | СТС           |
| Ведущий развлекательной программы                                                    | Иван Ургант — «Вечерний Ургант» | «Первый канал»                                | Первый канал  |
| Ведущий развлекательной программы                                                    | Алла Сигалова, Святослав Бэлза — «Большая опера»                                                                                   | ГТРК «Культура»                               | Россия-К      |
| Ведущий развлекательной программы                                                    | Дмитрий Нагиев — «Голос» | «Красный квадрат»                             | Первый канал  |
| Телевизионный фильм/сериал                                                           | «Оттепель» | «Мармот-фильм»                                | Первый канал  |
| Телевизионный фильм/сериал                                                           | «Интерны» | «Комеди Клаб Продакшн»                        | ТНТ           |
| Телевизионный фильм/сериал                                                           | «Бесы» | «Нон-стоп продакшн»                           | Россия-1      |
| Лучший актёр телевизионного фильма/сериала                                           | Михаил Ефремов — «Оттепель» | «Мармот-фильм»                                | Первый канал  |
| Лучший актёр телевизионного фильма/сериала                                           | Евгений Цыганов — «Оттепель» | «Мармот-фильм»                                | Первый канал  |
| Лучший актёр телевизионного фильма/сериала                                           | Антон Шагин — «Бесы» | «Нон-стоп продакшн»                           | Россия-1      |
| Лучшая актриса телевизионного фильма/сериала                                         | Чулпан Хаматова — «Пепел» | «ВайТ Медиа»                                  | Россия-1      |
| Лучшая актриса телевизионного фильма/сериала                                         | Виктория Исакова — «Оттепель» | «Мармот-фильм»                                | Первый канал  |
| Лучшая актриса телевизионного фильма/сериала                                         | Ксения Раппопорт — «Ладога» | «Мармот-фильм»                                | Первый канал  |
| Документальный проект                                                                | «Романовы» | «Star Media»                                  | Первый канал  |
| Документальный проект                                                                | «Соломон Волков. Диалоги с Евгением Евтушенко»                                                                                     | «Первый канал»                                | Первый канал  |
| Документальный проект                                                                | «Афган», фильм Андрея Кондрашова                                                                                                   | ВГТРК                                         | Россия-1      |
| Телевизионный продюсер сезона                                                        | Валерий Тодоровский — «Оттепель»                                                                                                   | «Мармот-фильм»                                | Первый канал  |
| Телевизионный продюсер сезона                                                        | Дмитрий Медников за линейку каналов «История», «Наука 2.0», «IQ», «Моя планета», «Русский роман»                                   | «Телеканал „Россия“»                          | Россия-1      |
| Телевизионный продюсер сезона                                                        | Вячеслав Муругов, Эдуард Илоян, Виталий Шляппо, Алексей Троцюк, Денис Жалинский — «Кухня»                                          | Yellow, Black and White / KeyStone Production | СТС           |
| Событие телевизионного сезона                                                        | «Церемония открытия XXII Зимних Олимпийских игр в Сочи»                                                                            | «Первый канал»                                | Первый канал  |
| Событие телевизионного сезона                                                        | «Оттепель» | «Мармот-фильм»                                | Первый канал  |
| Событие телевизионного сезона                                                        | Серия информационных сюжетов, специальных репортажей, документальных фильмов, специальных проектов, посвящённых кризису на Украине | ВГТРК, ЭСМИ РИК «Россия 24»                   | Россия-24     |
| «За личный вклад в развитие российского телевидения»                                 | Константин Эрнст |                                               |               |
| Специальный приз «За профессионализм и мужество при исполнении журналистского долга» | Фёдор Завалейков |                                               |               |
| Специальный приз «За профессионализм и мужество при исполнении журналистского долга» | Евгений Поддубный |                                               |               |
| Специальный приз «За профессионализм и мужество при исполнении журналистского долга» | Тимур Сиразиев |                                               |               |
| Специальный приз «За профессионализм и мужество при исполнении журналистского долга» | Савва Морозов |                                               |               |
| Специальный приз «За профессионализм и мужество при исполнении журналистского долга» | Евгений Давыдов |                                               |               |
| Специальный приз «За профессионализм и мужество при исполнении журналистского долга» | Олег Сидякин |                                               |               |
| Специальный приз «За профессионализм и мужество при исполнении журналистского долга» | Марат Сайченко |                                               |               |